# Aleks Vlah
Aleks Vlah (* 22. Juli 1997 in Izola) ist ein slowenischer Handballspieler, der im linken und mittleren Rückraum eingesetzt wird.

## Karriere

### Verein
Aleks Vlah lernte das Handballspielen beim RK Koper. Ab 2013 spielte der 1,91 m große Rechtshänder bei den Erwachsenen für die zweite Mannschaft, ab 2015 für die erste Mannschaft in der ersten slowenischen Liga. Mit Koper nahm er dreimal am EHF-Pokal teil. Im Januar 2019 wechselte er nach Kroatien zum RK PPD Zagreb, mit dem er 2019 und 2021 die Premijer Liga und den Pokal gewann. Für den kroatischen Serienmeister kam er mehrfach in der EHF Champions League zum Einsatz. Ab 2021 lief er für den slowenischen Rekordmeister RK Celje Pivovarna Laško auf, mit dem er 2022 die nationale Meisterschaft gewann.
Zur Saison 2023/24 wechselte er für drei Jahre nach Dänemark zu Aalborg Håndbold. Dort wurde er 2024 und 2025 dänischer Meister sowie 2025 Pokalsieger.
Im Sommer 2025 wechselte er zum polnischen Erstligisten Industria Kielce.

### Nationalmannschaft
Mit der slowenischen Nationalmannschaft belegte Vlah bei der Weltmeisterschaft 2023 den 10. Platz von 32 Mannschaften. Mit 30 Toren in sechs Partien war er bester Schütze des Teams. Bei der Weltmeisterschaft 2025 warf er 34 Tore in sechs Spielen und belegte mit dem Team den 13. Platz.